# Splinter (album The Offspring)
Splinter – siódmy album zespołu The Offspring wydany 9 grudnia 2003 roku po trzyletniej przerwie. Album został nagrany po odejściu perkusisty Rona Welty'ego.

## Kwestia nazwy albumu
Oryginalny tytuł miał brzmieć Chinese Democracy (You Snooze, You Lose) (pl. Chińska demokracja (Kto pierwszy, ten lepszy). Nawiązuje on do tytułu długo oczekiwanego, szóstego albumu zespołu Guns N’ Roses, który miał się ukazać właśnie pod tytułem Chinese Democracy. W wywiadach wokalista The Offspring Dexter Holland żartobliwie tłumaczył, że powodem bezprawnego wykorzystania nazwy miało być fakt, iż Axl ukradł mi moje warkocze, to ja ukradnę mu tytuł jego płyty (ang. Axl ripped off my braids, so I ripped off his album title). Ostatecznie jednak The Offspring zrezygnował z tej nazwy (sam Axl Rose – lider Guns N’ Roses groził procesem sądowym), tłumacząc, że to był wyłącznie żart.

## Reakcja oraz treść piosenek
Album Splinter spotkał się z dość dużą krytyką. Wielu fanom nie przypadł do gustu m.in. dziwaczny utwór When You're in Prison. Zarzucano mu również brzmienie podobne do The Art Of Drowing zespołu AFI. Z drugiej zaś strony dostrzeżono odejście od kolejnego powielania pop-punkrockowego stylu, w jakim powstały komercyjne hity zespołu np.: Pretty Fly czy Original Prankster oraz nawiązanie do wcześniejszych albumów.
Na albumie poruszana jest m.in. odpowiedzialność za swoje czyny (Hit That), historia chłopaka, którego dziewczyna zdradza na imprezie pod jego nieobecność (Spare Me the Details), wspomnienie „najgorszego kaca” (The Worst Hangover Ever).
Przedostatnia piosenka Da Hui jest swego rodzaju hołdem dla grupy rodowitych hawajskich surferów, noszących właśnie nazwę Da Hui. W klipie do tego utworu (nie ukazał się do niego singel) Dexter i Noodles grają niedoświadczonych surferów, którzy na każdym kroku są „pomiatani” przez gang Da Hui.
W utworze When You're in Prison głos wokalisty Dextera Hollanda został tak zmieniony elektronicznie (słychać np. trzaski jakie towarzyszą odtwarzaniu starych płyt), by wszystko przypominało stare nagrania z lat 20., 30. W wulgarny i nieodpowiadający stylowi tamtych czasów sposób, opowiada o ciężkim życiu więźnia.
Intro Neocon powstało przy współpracy publiczności na festiwalu w Reading.

## Lista utworów
1. Neocon 					 – 1:06
2. The Noose 				 – 3:20
3. Long Way Home 				 – 2:25
4. Hit That 					 – 2:51
5. Race Against Myself 			 – 3:34
6. (Can't Get My) Head Around You 	 – 2:16
7. The Worst Hangover Ever 		 – 3:00
8. Never Gonna Find Me 			 – 2:40
9. Lightning Rod 				 – 3:22
10. Spare Me the Details 			 – 3:26
11. Da Hui 					 – 1:44
12. When You're in Prison 		 – 2:32

## Single
1. Hit That (2003)
2. (Can't Get My) Head Around You (2004)
3. Spare Me the Details (2004, wyłącznie w Australii i Nowej Zelandii)

## Twórcy
- Dexter Holland – gitara, syntezatory, wokal
- Noodles – gitara, syntezatory
- Greg K. – bass
- Josh Freese – perkusja